# In the Garden
In the Garden ist das Debütalbum des britischen Pop-Duos Eurythmics. Es erschien im Oktober 1981. Trotz einiger guter Kritiken war das Album kein kommerzieller Erfolg, lediglich die vorab veröffentlichte Single Never Gonna Cry Again erreichte in Großbritannien die Charts.

## Aufnahmen
Im Februar 1981 begaben sich Annie Lennox und Dave Stewart nach Wolperath in das Tonstudio von Conny Plank, um auf der Basis zahlreicher Demoaufnahmen ihr Debütalbum aufzunehmen. Als Studiomusiker wirkten Bassist Holger Czukay und Schlagzeuger Jaki Liebezeit (beide Can), Schlagzeuger Robert Görl und Sänger Gabi Delgado-López (beide DAF) sowie der Blondie-Schlagzeuger Clem Burke mit. Als Saxophonist konnte Annie Lennox den renommierten Sir Timothy Wheater gewinnen. Die Titel des Albums wurden von Lennox und Stewart geschrieben, an einigen Kompositionen wirkte Roger Pomphrey mit, ein enger Freund des Duos. Er spielte darüber hinaus die meisten Gitarrenspuren ein. Die beteiligten Studiomusiker hatten einen wesentlichen Anteil an den Arrangements der einzelnen Titel. Produziert wurde In the Garden von Conny Plank, der sich als Gegenleistung ein Drittel der Tantiemen des Albums sicherte. Die Aufnahmen dauerten bis Juni 1981.

## Inhalte
Das Album handelt von einer einsamen Frau namens Belinda, die unfähig ist, eine Beziehung zu ihrer Außenwelt aufzunehmen und niemandem vertraut. Sie hält sich in verschiedenen Räumen und gelegentlich in ihrem Garten auf und glaubt, unsichtbar zu sein. In English Summer wird Belinda vorgestellt, und Komponist Dave Stewart versucht, den Charakter der Protagonistin durch eine melancholische Grundstimmung und durch einen Wechsel der Tonart zwischen Moll und Dur darzustellen. Mit Belinda, das stilistisch an die ehemalige Band von Lennox und Stewart The Tourists erinnert, wird die Geschichte weitererzählt und mit Take Me to Your Heart fortgesetzt. Das Lied verarbeitet Einflüsse von Bands wie The Cure oder Siouxsie and the Banshees. She’s Invisible Now greift sowohl lyrisch als auch musikalisch das Thema des ersten Liedes wieder auf, unterstützt von einem monoton vorgetragenen Countdown und den Geräuschen einer Registrierkasse.
Caveman Head, das wie auch English Summer von Roger Pomphrey mitkomponiert wurde, bietet verzerrte Gitarren und Percussions, über denen Lennox’ sirenenartiger Gesang liegt. Es lässt den Hörer im Unklaren darüber, ob sich die Protagonistin sexuellen Fantasien hingibt. Das darauffolgende Never Gonna Cry Again mit seiner eingängigen und poppigen Melodie wurde vorab als Single veröffentlicht. Noch entspannter als Never Gonna Cry Again klingt das mit einer sanften Basslinie unterlegte All the Young (People of Today), in dem auf sarkastische Weise über die zeitgenössischen sexuellen Vorlieben berichtet wird. Das überwiegend in Französisch gesungene Sing-Sing basiert auf einem monotonen elektronischen Grundthema, das endlos wiederholt wird und die Eintönigkeit des Lebens von Belinda widerspiegeln soll. Das letzte Stück des Albums, Revenge, ist ein geradliniger Popsong, der von einer sadistischen Frau handelt, die mit ihren Mitmenschen spielt, als wären sie Puppen.

## Artwork
Über den befreundeten Alex McDowell kam im März 1981 der Kontakt zu Fotograf Peter Ashworth zustande, der mit der Coverfotografie für das 1980er Album Kings of the Wild Frontier von Adam & The Ants bekannt geworden war. Die Fotosessions fanden in einem Garten im Londoner Stadtteil Swiss Cottage statt. Das satte Grün des Gartens bildete den Kontrast zu den schwarzgekleideten Künstlern und Annie Lennox’ orange gefärbten Haaren. In der Folgezeit kam es zu einer kurzen Affäre zwischen Lennox und Ashworth.

## Veröffentlichung
Im Mai 1981 erschien mit Never Gonna Cry Again die erste Single des Albums bei RCA Records, auf der B-Seite befand sich mit Le Sinistre ein Lied, das nicht auf dem Album enthalten ist. Trotz guter Kritiken, einem Fernsehauftritt und einem Musikvideo hatte die Single nicht den erhofften Erfolg und erreichte lediglich Platz 63 der britischen Charts.
Im August 1981 wurde die zweite Single Belinda veröffentlicht, auch hier befand sich mit Heartbeat Heartbeat ein Lied auf der B-Seite, das nicht auf dem Album vertreten ist. Für ein Musikvideo wurde seitens der Plattenfirma wegen des mäßigen Erfolges von Never Gonna Cry Again kein Geld zur Verfügung gestellt, und die Single konnte sich nicht in den Charts platzieren. Das Album selber erschien im Oktober 1981 nur in Europa und konnte sich trotz einiger guter Kritiken in keiner Hitparade platzieren. Im Anschluss an die Veröffentlichung ging das Duo auf eine Tournee durch Großbritannien, bei der sie vom Sound bis zur Beleuchtung alles selber in die Hand nahmen.

## Titelliste
1. English Summer (Lennox, Pomphrey, Stewart) – 4:02
2. Belinda (Lennox, Stewart) – 3:58
3. Take Me to Your Heart (Lennox, Stewart) – 3:35
4. She's Invisible Now (Lennox, Stewart) – 3:30
5. Your Time Will Come (Lennox, Stewart) – 4:34
6. Caveman Head (Lennox, Pomphrey, Stewart) – 3:59
7. Never Gonna Cry Again (Lennox, Stewart) – 3:05
8. All the Young (People of Today) (Lennox, Stewart) – 4:14
9. Sing-Sing (Lennox, Stewart) – 4:05
10. Revenge (Lennox, Stewart) – 4:31

## Rezeption
Die Kritiken fielen gemischt aus. Der NME feierte das Album als den richtigen Schritt hin zu ausgereifter Musik und bemerkte, dass die ehemaligen Tourists qualitativ dort angekommen seien, wo sie hinwollten. Die Zeitung The Guardian beschrieb das Album als sehr gefällig und stilvoll, obwohl das Material nicht immer so beeindruckend sei wie die Künstler selber. Das Time Out bemängelte die Unentschlossenheit zwischen „pastoralem Pop und deutschem Modernismus“, und der Rezensent des Record Mirror resümierte, dass er sich nicht entscheiden könne, ob es „ein gutes Album oder nur ein Haufen Kokolores“ sei.